# Močiar
Močiar (ungarisch Kövesmocsár – bis 1907 Mocsár) ist eine Gemeinde in der Mitte der Slowakei mit 165 Einwohnern (Stand 31. Dezember 2024), die zum Okres Banská Štiavnica, einem Kreis des Banskobystrický kraj gehört.

## Geographie
Die Gemeinde befindet sich am Nordrand der Schemnitzer Berge in einem hochgelegenen sanften Gebirgskessel. Das umliegende Gemeindegebiet ist hingegen recht gebirgig. Das Ortszentrum liegt auf einer Höhe von 620 m n.m. und ist jeweils 15 Kilometer von Banská Štiavnica und Žiar nad Hronom entfernt.
Nachbargemeinden sind Trnavá Hora (Ortsteil Jalná) im Norden, Hronská Breznica im Nordosten, Kozelník im Südosten, Podhorie (Ortsteile Teplá und Žakýl) im Süden, Žiar nad Hronom (Stadtteil Horné Opatovce) und Ladomerská Vieska im Westen und erneut Žiar nad Hronom (Stadtteil Šášovské Podhradie) im Nordwesten.

## Geschichte
Močiar wurde zum ersten Mal 1305 als Pallude schriftlich erwähnt, als ein gewisser Peter de Pallude ein Stück Land an den Sohn von comes Henrich verkaufte. 1388 gehörte das zu dieser Zeit Mochar genannte Dorf zum Herrschaftsgebiet der Burg Šášov. 1536 wurden bei einem Steuerverzeichnis drei Porta verzeichnet, 1601 gab es 22 Häuser und eine Gaststätte. Im 17. Jahrhundert stand Močiar unter Verwaltung der Bergkammer. 1720 hatte die Ortschaft zehn Steuerpflichtige und eine Mühle, 1828 zählte man 60 Häuser und 401 Einwohner, die vorwiegend als Holzfäller und Landwirte beschäftigt waren.
Bis 1918 gehörte der im Komitat Bars liegende Ort zum Königreich Ungarn und kam danach zur Tschechoslowakei beziehungsweise heute Slowakei. Während des SNP gab es schwere Gefechte in der Gegend. Nach dem Zweiten Weltkrieg arbeitete ein Teil der Einwohner in Industriebetrieben in Žiar nad Hronom, Banská Štiavnica und Banská Belá.

## Bevölkerung
| Jahr                | 1994 | 2004  | 2014     | 2024    |
| ------------------- | ---- | ----- | -------- | ------- |
| Anzahl der Personen | 196  | 147   | 167      | 165     |
| Unterschied         |      | −25 % | +13,60 % | −1,19 % |

| Jahr                | 2023 | 2024    |
| ------------------- | ---- | ------- |
| Anzahl der Personen | 161  | 165     |
| Unterschied         |      | +2,48 % |

Gemäß der Volkszählung 2011 wohnten in Močiar 175 Einwohner, davon 159 Slowaken. 16 Einwohner machten keine Angabe zur Ethnie.
149 Einwohner bekannten sich zur römisch-katholischen Kirche sowie jeweils ein Einwohner zur evangelisch-methodistischen Kirche und zur orthodoxen Kirche. Sechs Einwohner waren konfessionslos und bei 18 Einwohnern wurde die Konfession nicht ermittelt.

## Bauwerke und Denkmäler
- römisch-katholische Maria-vom-Rosenkranz-Kirche im barock-klassizistischen Stil aus dem Jahr 1782